# Djay Alias
Djay Alias, pseudoniem van Peter van Huffel (Amsterdam, 26 september 1976), is een Nederlandse dj die zich van 2001 tot en met 2006 bezighield met het produceren en vooral het draaien van de techno-variant schranz.
Djay Alias was techno-resident van Q-dance (een dochteronderneming van ID&T) en stond op grote evenementen als Teqnology, In Qontrol, Qrimetime, Defqon.1. Tegenwoordig is deze dj meer gericht op het gewone techno-segment met dezelfde style als Chris Liebing en Speedy J.